# Улянівка (Бориспільський район)
Уля́нівка — село в Україні, в Ташанській сільській громаді Бориспільського району Київської області. Населення становить 594 осіб.

## В складі Ташанської сільської громади
Улянівська сільська рада (с. Тарасівка та Улянівка) увійшла до складу Ташанської громади у 2020 році після місцевих виборів. У 2021 році Улянівське НВО було ліквідовано, у зв'язку з тим що, учні з с. Пологи-Яненки, що увійшло до Циблівської сільської громади, були переведені до ЗЗСО Циблівської громади. Наразі учні з сіл Улянівка та Тарасівка навчаються у Полого-Вергунівському ліцеї. В Улянівці було проведено поточний ремонт вуличного освітлення, та дороги до кладовища.
У 2023 році заплановано капітальний ремонт вулиці Середня та ремонт даху будинку культури.

## Географія
Розташоване на північному сході від міста Переяслав за 30 км, 50 км на північний схід від залізничної дороги міста Яготин, 60 км на північ від залізничної станції «Переяславська» та 60 км на південь від міст Черкаської області Канів та Золотоноша.

## Історія
На початку 20-х рр. XX ст. на родючі колишні землі князя Горчакова, які були конфісковані комуністами, почали селитися жителі сусіднього села Пологи-Яненки, і так, у 1922 році серед широкого степу на мальовничих берегах річки Броварки виникло село Улянівка.
Існує декілька версій щодо походження назви села, за однією з них, село названо в честь служниці чи кухарки на ім'я Уляна, що працювала у князя Горчакова і дуже полюбляла милуватися розкішною природою земель князя, за іншою — назва «Улянівка» пішла від справжнього прізвища В. І. Леніна — Ульянов.
На початку 1925 року було створено товариство спільного обробітку землі, у 1929 році в селі Улянівка була організована комуна «Грім», що згодом була перейменована на артіль імені Ульянова. У 1930—1931 роках в селі Улянівка було утворено колгосп імені Молотова, який згодом назвали іменем Мікояна.
Голодомор 1932—1933 років — один із страхітливих злочинів сталіншини, не оминув і новостворене село. Імена усіх жертв голодомору у селі не вдалося встановити, відомо цифру у 897 осіб, що значаться у списку Київського обласного державного архіву, це жителі трьох сіл: Пологи-Яненки, Улянівка та Тарасівка. У розділі «Причина смерті за офіційними даними» вказано — виснаження організму або від слабкості.

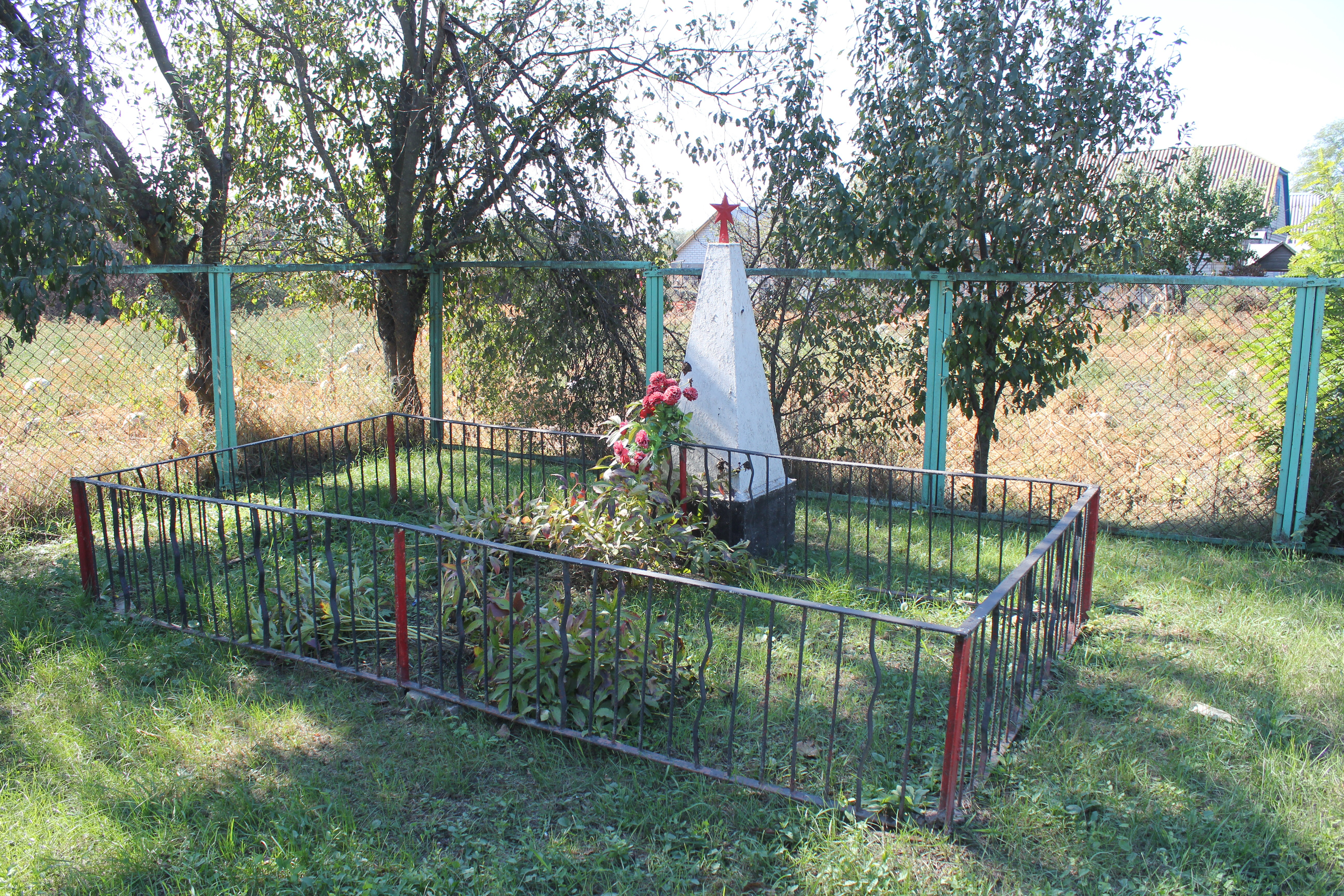
Братська могила солдат, які померли в шпиталі від ран у вересні-грудні 1943 року, село Улянівка, при в'їзді в село

У роки Другої світової війни понад 300 місцевих жителів було мобілізовано до Червоної армії, з них загинуло 166 чоловік. Нині, їхні імена викарбувані на плитах братської могили у центрі села, а при в'їзді до села знаходиться братська могила воїнів РСЧА, які померли в шпиталі від ран у вересні-грудні 1943 року. У 2015 році було відкрито меморіальну дошку учасників Другої Світової війни, які пішли з життя після Дня Перемоги.
Менш трагічною сторінкою в житті села, як і всього українського народу — відправка молоді на роботи в Німеччину. У списках остарбайтерів — 56 юнаків і дівчат, що є вихідцями сіл Улянівка та Тарасівка, більшості з яких врятували таким чином свої життя.
Після вигнання з Переяславщини німецьких загарбників 21 вересня 1943 року в Улянівці і Тарасівці почався період відбудови. Жителі сіл збирали кошти в фонд оборони і на будівництво танкової колони «Колгоспник Переяславщини». Силами стариків, жінок і дітей відбудували ферми, підтримали ініціативу трудящих району по вирощуванню птиці для фонду. Дійсно великий героїзм проявили жінки під час осінньо-весняної посівної роботи 1943—1944 років. В колгоспі було зорано більше як 30 га землі. Не зважаючи на відсутність техніки, був вирощений непоганий врожай на ті часи — в середньому по 13 ц з гектара.
Цей відбудовчий період збігся з новою трагедією українського села — голодомором 1946—1947 років, хоча він мав менші втрати ніж у 1932—1933 роках. Життя колгоспників не стало кращим і після подолання голоду, бо радянський окупаційний уряд запровадив непосильно великі сільськогосподарські податки, навіть на птицю, городину і фруктові дерева. Тому багато жителів змушені були вирубувати сади, щоб не платити податки.
Новим етапом в історії села стало створення у 1964 році держплемзаводу «Колос», який об'єднав два села Улянівка (835 осіб) та Тарасівка (533 ос.). Основне завдання племзаводу — селекційно-племінна робота, виведення і вдосконалення стада симентальської породи. Допоміжними галузями стали племінне свинарство, виробництво зерна та вирощування цукрових буряків. Очолив племзавод Світличний Володимир Георгійович.
З 1970 до 1994 року керівником племзаводу «Колос» був Стріха Григорій Якович. Саме в ці роки село і господарство досягли вершини розвитку. Було побудовано багато будинків в центрі: дитячий садок, двоповерхова середня школа, магазин, їдальня, лазня і котельня, фельдшерсько — акушерський пункт, житлові будинки для вчителів і спеціалістів господарства.
Починаючи з 30-х років в селі працювала початкова школа, після закінчення початкової освіти, діти продовжували навчання у Полого-Яненківській семирічній школі. Середня школа в Улянівці відкрилася лише у 1977 році.
Троє мешканців села (Савицький Василь Васильович, Пилипенко Григорій Олександрович, Рубан Анатолій Іванович) внаслідок примусової мобілізації до Радянської армії стали учасниками окупації Афганістану. 
Сьогодні, незалежність нашої держави відстоюють: Одинець Анатолій Віталійович, Жерепа Віктор Борисович, Могилевич Віталій Валентинович, Ємець Іван Миколайович, Глушко Роман Васильович, Ходько Вадим Олександрович, Михняк Владислав Петрович, Мардело Василь Миколайович, Шубін Володимир Миколайович.
За часів незалежної України, в Улянівці працює НВО «ЗОШ I—III ст. — ДНЗ», наповнюваність в навчальному закладі становить — 110 дітей. При закладі культури діє сільська бібліотека, творчий колектив «Райдуга» та дитячі клуби за інтересами.
Землі територіальної громади орендують місцеве ТОВ «Племзавод Колос», ФГ «Волошка», ПП «Євросем». На території села працюють чотири приватних магазини та мінімаркет ПП «Євросем».

## Символіка
Герб територіальної громади має прямокутну форму з заокругленою нижньою частиною. На передньому плані з правої сторони герба зображено колос пшениці, що символізує добробут та достаток в оселях родин. На фоні колоса зображено зелений листок, як символ життя та віри в майбутнє. З верхнього лівого кута опускаються два промінці сонця, як символ благої звістки, що об'єднують два села в одну громаду. Вся композиція зображена на жовто-блакитному фоні та обрамлена рамкою зеленого кольору.
Прапор являє собою полотнище жовто-блакитного кольору з зображенням в центрі прапора колоса пшениці на фоні зеленого листка. Прапор обрамлений зеленою рамкою.

## Відомі люди
- Демиденко Єфросинія Панасівна — передовий працівник сільського господарства.
- Каплюк Віра Сергіївна — ветеран органів Міністерства внутрішніх справ, автор книги «Голодомор 1932-33рр. на Україні і Переяславщині» та є співавтором двох видань «Вони були остарбайтерами…=Sie warenOstarbeiter…» та «Сторінки історії Улянівки та Тарасівки».
- Марченко Іван Лаврович — передовий тракторист — комбайнер, депутатом Верховної Ради УРСР IX та X скликань.

| Україна | Це незавершена стаття з географії України. Ви можете допомогти проєкту, виправивши або дописавши її. |